# Meligramma
Meligramma is een vliegengeslacht uit de familie van de zweefvliegen (Syrphidae).

## Soorten
- M. cincta (Fallen, 1817)
- M. cingulata (Egger, 1860)
- M. guttata

Spiegelelfje (Fallen, 1817)
- M. triangulifera

Driehoekselfje (Zetterstedt, 1843)